# تل باغور خورگان
تل باغور خورگان مربوط به دوره هخامنشی - دوره ساسانیان است و در شهرستان خرم بید، بخش مشهد مرغاب، دهستان شهید آباد، ۷۰۰ متری شرق روستای خورگان واقع شده و این اثر در تاریخ ۷ اسفند ۱۳۸۶ با شمارهٔ ثبت ۲۱۴۴۵ به‌عنوان یکی از آثار ملی ایران به ثبت رسیده است.